# Ivanka Moralieva
Ivanka Jristova Moralieva –en búlgaro, Иванка Христова Моралиева– (Smolian, 15 de octubre de 1983) es una deportista búlgara que compitió en natación, en la modalidad de aguas abiertas. Ganó una medalla de bronce en el Campeonato Europeo de Natación de 2004, en la prueba de 25 km.

## Palmarés internacional
| Campeonato Europeo | Campeonato Europeo | Campeonato Europeo | Campeonato Europeo |
| Año                | Lugar              | Medalla            | Prueba             |
| ------------------ | ------------------ | ------------------ | ------------------ |
| 2004               | Madrid (España)    | Medalla de bronce  | 25 km              |